# Henderson (Nebraska)
Henderson – miasto w Stanach Zjednoczonych, w stanie Nebraska, w hrabstwie York.